# Wassoulouriket

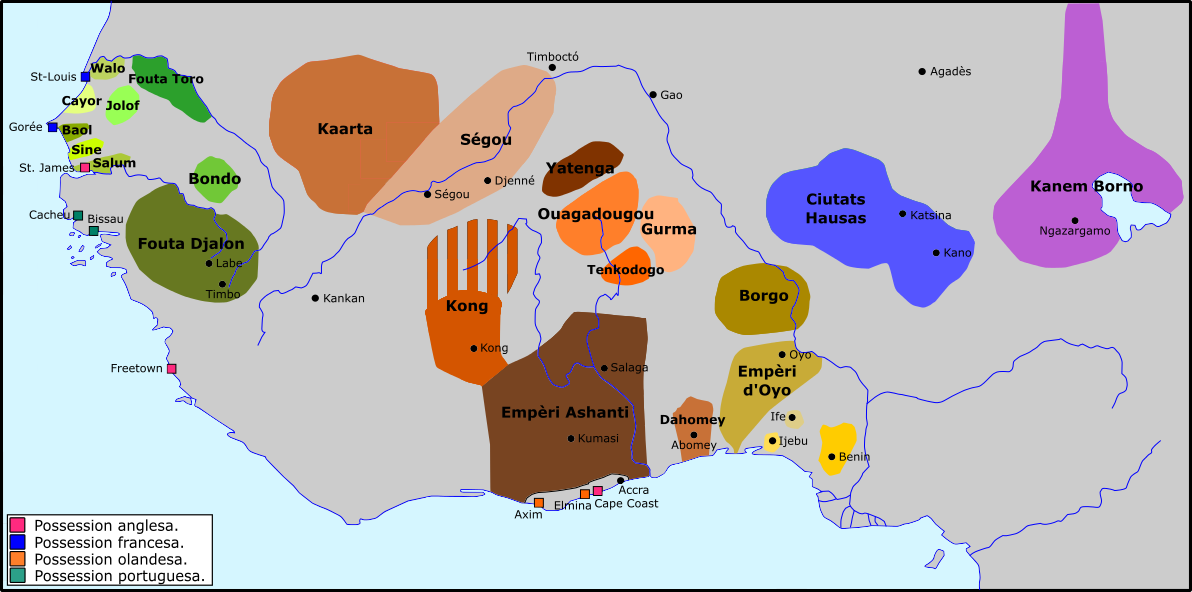
Västafrika under 1700-talet.

Wassoulouriket, ibland kallad Mandinkariket, var en historisk stat som låg i nuvarande Elfenbenskusten, Guinea, Mali och
Sierra Leone mellan 1878 och 1898, med huvudstad i Bissandugu.
Det uppgick i Franska Västafrika.